# ペトロパヴロフスク (戦艦・2代)
ペトロパヴロフスク（ロシア語: Петропавловск, ラテン文字転写: Petropavlovsk）は1911年に進水したロシア帝国海軍の戦艦。後にソヴィエト連邦海軍の戦艦マラート（ロシア語: Марат, ラテン文字転写: Marat）となった。
当初艦名の「ペトロパヴロフスク」（ピトロパーヴラフスク）とは、クリミア戦争時のペトロパブロフスクの戦いに由来する。
「マラート」はフランスの革命家ジャン＝ポール・マラーに因んでいる。日本語では戦艦マラー（Marat）と表記することもあった。
独ソ戦におけるレニングラード攻防戦に従事中の1941年（昭和16年）9月下旬、ドイツ空軍のJu 87による急降下爆撃で大破、艦前半部分は沈没したが、後部は浮き砲台として戦闘を続けた。1943年に建造時の艦名「ペトロパヴロフスク」に戻ったあと、最終的にはラドガ湖に流れ込むヴォルホフ川に因み、「ヴォルホフ (Волхов)」と改名された。なお大損害から復帰する際、戦艦から砲術練習艦に艦種も変更されている。

## 第二次世界大戦以前の艦歴
1914年、「ペトロパヴロフスク」はロシア帝国海軍における最初の弩級戦艦、ガングート級戦艦の2番艦として他の同型艦3隻と共に竣工した。姉妹艦「ガングート」を1番艦とせず、本艦をネームシップとしてマラート級戦艦と表記する二次資料がある。外見的には同時代のイタリア戦艦「ダンテ・アリギエーリ」に似ているが、オーストリア＝ハンガリー帝国海軍のテゲトフ級戦艦を基にしたドイツ式設計の影響が大きいという説もある。
最初は第一次世界大戦における対独戦に参加していたが、ロシア革命によりソヴィエト政府がドイツ帝国と講和条約を締結したことにより、それまで味方であった連合国側に攻撃されてしまう。1919年8月18日、クロンシュタット軍港でイギリス海軍の魚雷艇（CMB31,88）の雷撃により浸水着底する。その後、本艦は浮揚修理されて復帰した。
1921年3月、内戦の大勢が決したにもかかわらず市民生活の改善が行われないことに対し、「ペトロパヴロフスク」の艦上で開かれた乗組員集会において革命の民主化とボリシェヴィキの打倒を求めるスローガンが採択され、同戦艦の乗員ステパン・ペトリチェンコ（操舵係将校）、パトローチェフ（主任電気技術兵）の2名が臨時革命委員会委員となった。事態は緊迫化して行き水兵達はクロンシュタットの反乱を起こすが、ミハイル・トゥハチェフスキーがこの反乱を鎮圧した。
赤軍は4,000人以上の戦傷者を出し、反乱側は死傷者不明ながら｢共産主義黒書｣によれば鎮圧後2,103人が死刑の判決を受け、6,459人が投獄され、8,000人の反乱軍兵士がフィンランドへ亡命するという恐ろしい結果に終わった。
関係者に対する厳しい処分の一方、艦自体は貴重な弩級戦艦として整備改装が行われた。結果としてソヴィエト政権時代に新たな戦艦を国産して長期運用することは出来なかったこと、列強各国の主力艦には見劣りするが、バルト海や黒海といった限定的な海域においては有力艦でありつづけたため、本級は極めて重要な存在であった。
1921年3月31日、艦名を「ペトロパヴロフスク」からフランスの革命家ジャン＝ポール・マラーに因んで「マラート」(Марат) と改名、他の同型艦もガングート→十月革命（オクチャブルスカヤ・レヴォルチャ）、セバストーポリ→パリ革命政府（パリスカヤ・コンムナ）、ポルタヴァ→フルンゼ（ミハイル・フルンゼ第2代ソ連陸海軍人民委員（国防相））と革命色の強いものに改名された。
1928年から1931年に、2年半かけて近代化改装工事が行われる。これにより艦橋構造物の大型化と第一煙突の屈曲・誘導化で艦型が一新された。
1933年8月7日、第2砲塔の爆発事故により68名の犠牲者発生。
1937年5月20日、イギリスのジョージ6世戴冠記念観艦式に参加した。

## 第二次世界大戦および終結後の艦歴

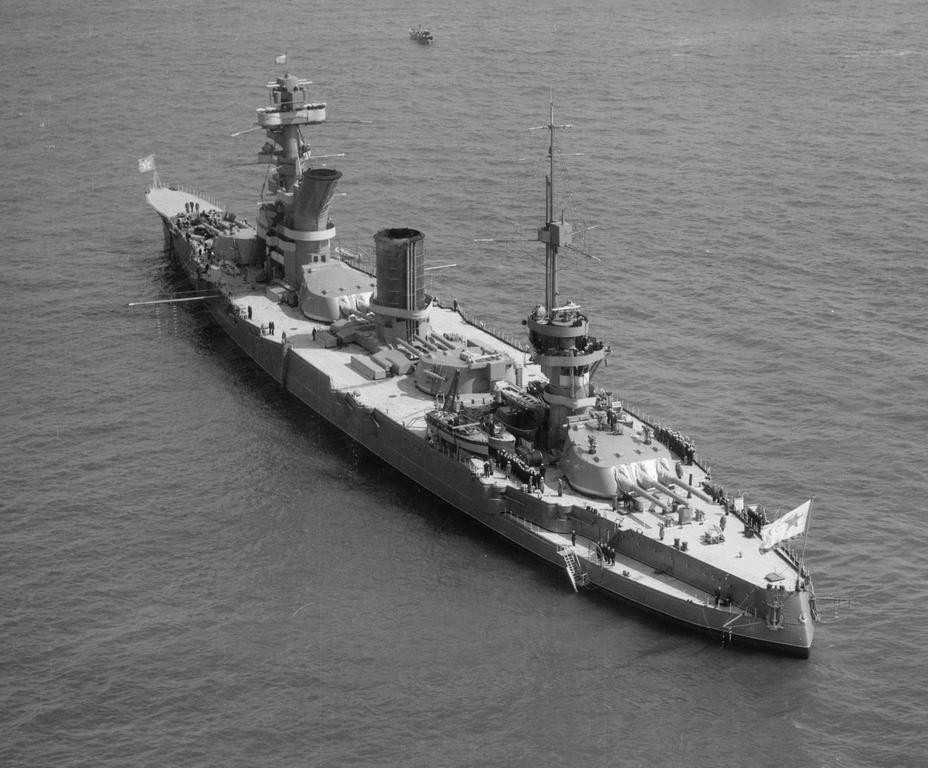
1937年5月のジョージ6世戴冠記念観艦式参加時、英国スピッドヘッドで撮られた「マラート（旧ペトロパヴロフスク）」。

第二次世界大戦勃発後、本艦と「レヴォリューツィア」はバルト海に配備され、「パリスカヤ・コンムナ」は黒海に配備された。
フィンランドとの冬戦争では、1939年（昭和14年）12月19日にコイビスト島ザーレンペー砲台に対する砲撃に参加した。冬戦争時に対空兵装の近代化が行なわれ、また航空兵装は撤去された。
1941年（昭和16年）6月22日の独ソ戦開始時、本艦はニコライ・クズネツォフ提督の判断でタリンからクロンシュタット軍港に後退していた為、タリン撤退に伴う損害を蒙る事から逃れることができた。だがレニングラード包囲戦の進展に伴い、ドイツ空軍航空部隊の攻撃に加えて、ドイツ陸軍地上部隊からの砲撃にも晒される。それに反撃して、クロンシュタット軍港の艦艇（マラート、十月革命号）等は艦砲射撃を実施した。重大な脅威となったソ連軍艦を排除するため、ドイツ軍はオスカー・ディノルト大佐が率いる第2急降下爆撃航空団 (“インメルマン航空団”) を対艦攻撃に投入した。
9月23日、クロンシュタットでドイツ空軍の急降下爆撃機 Ju 87による爆撃をうける。1000キロ爆弾2発が命中し、前部弾薬庫が爆発。艦橋、司令塔や2番砲塔前方の艦首部分などが破壊され、着底した。戦死者は艦長以下326名であった。爆弾を命中させたJu87の片方はハンス・ウルリッヒ・ルーデル機であったという。このほか、第2急降下爆撃航空団の急降下爆撃で姉妹艦オクチャブリスカヤ・レヴォリューツィヤ（十月革命号／旧ガングード）、新鋭巡洋艦キーロフ（Киров）も損傷した。
10月31日、砲撃能力のみの応急修理が成功した。その後浮揚され、浮き砲台として使用される。12センチ砲は陸揚げされ、防御用として甲板上に花崗岩が敷き詰められるなどの措置がされた。前部を失ったままで地上部隊への支援砲撃を行うが、船体ダメージよりも燃料不足による出力不足で砲撃できる機会は限られていた。12月12日及び23日、ドイツ軍の203 mm砲弾が3発命中。12月28日、280 mm砲弾2発命中。
1942年（昭和17年）10月25日、305 mm砲弾が3発命中。11月6日、292 mm砲弾が1発命中。年末、「マラート」の砲兵装、3基の305 mm3連装主砲（ビニマンスキー氏証言では主砲は外されなかった可能性が高い）、3基の34口径76 mm砲、5基の70口径37 mm機関砲、2基のDK機銃、3基のDSHK機銃を取り外し、陸上の戦線に転用した。更に57箇所の区画隔壁間の空所にセメントを流し込み、後部艦橋付近の水平甲板の装甲を強化する。
1943年（昭和18年）大祖国戦争第二期、バルト赤旗艦隊は困難な状況で行動を続けた。主力艦二隻（その内一隻はひどく損傷）。5月31日、「マラート」は艦名を旧名「ペトロパヴロフスク」に戻す。10月8日、203 mm砲弾が1発命中。
1944年（昭和19年）1月、ソ連軍の全面反攻によりレニングラードの包囲は完全に解かれるが、「ペトロパヴロフスク」の本格的な修理と改装は戦後数年経ってから漸く行われる。戦争中、部品取り用となっていた同型艦「フルンゼ」を利用するなどして戦艦として再建しようとする計画（プロジェクト27）があったが、計画のみに終わった。
1950年（昭和25年）11月28日、艦名を「ペトロパヴロフスク」から今度はヴォルホフ川に因んで「ヴォルホフ（Волхов）」と改名される。
1951年（昭和26年）9月25日、砲術練習艦として復帰。
1953年（昭和28年）9月4日除籍。

## ギャラリー

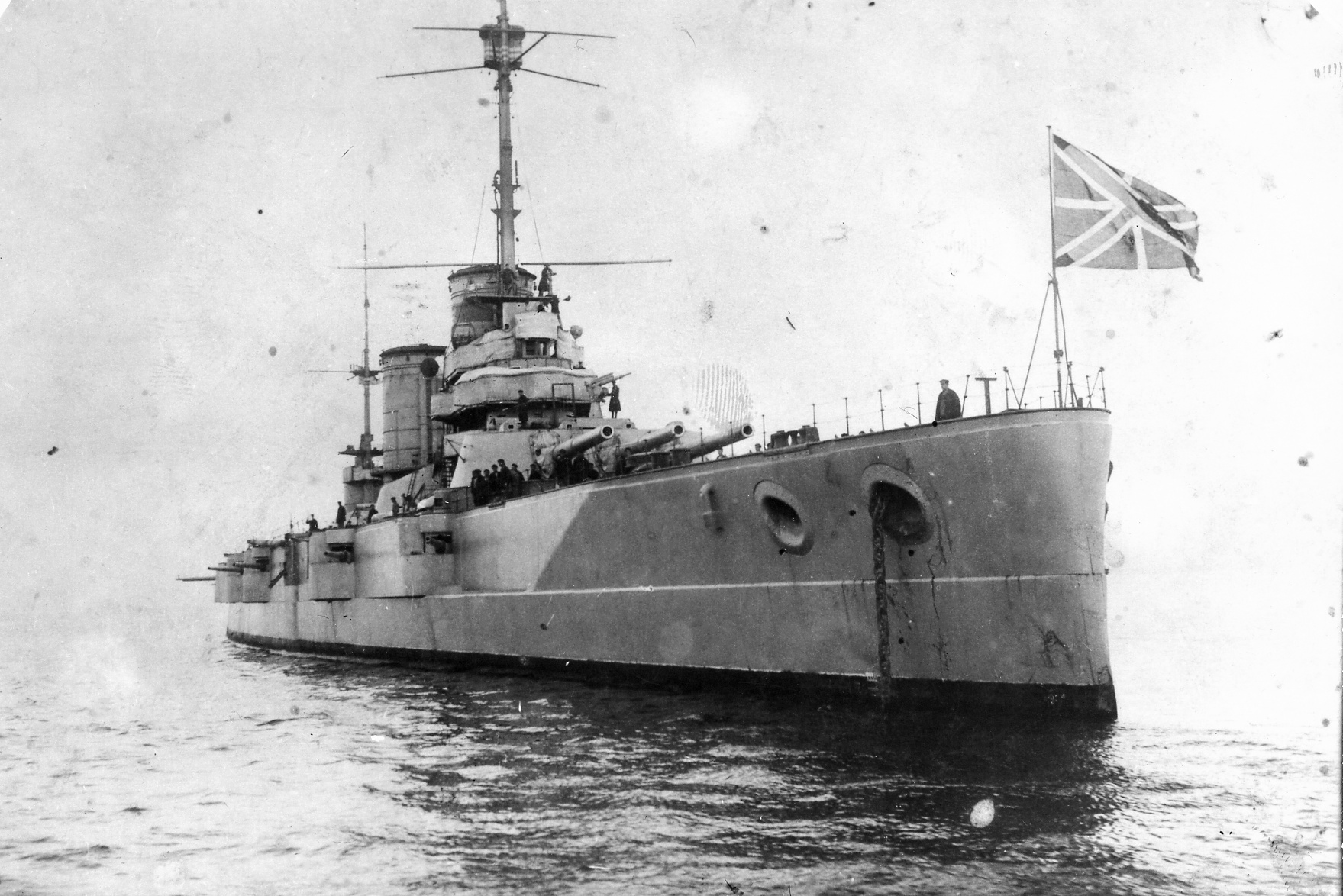
1909年から1917年頃に撮影されたと思われるロシア帝国海軍時代の「ペトロパヴロフスク」
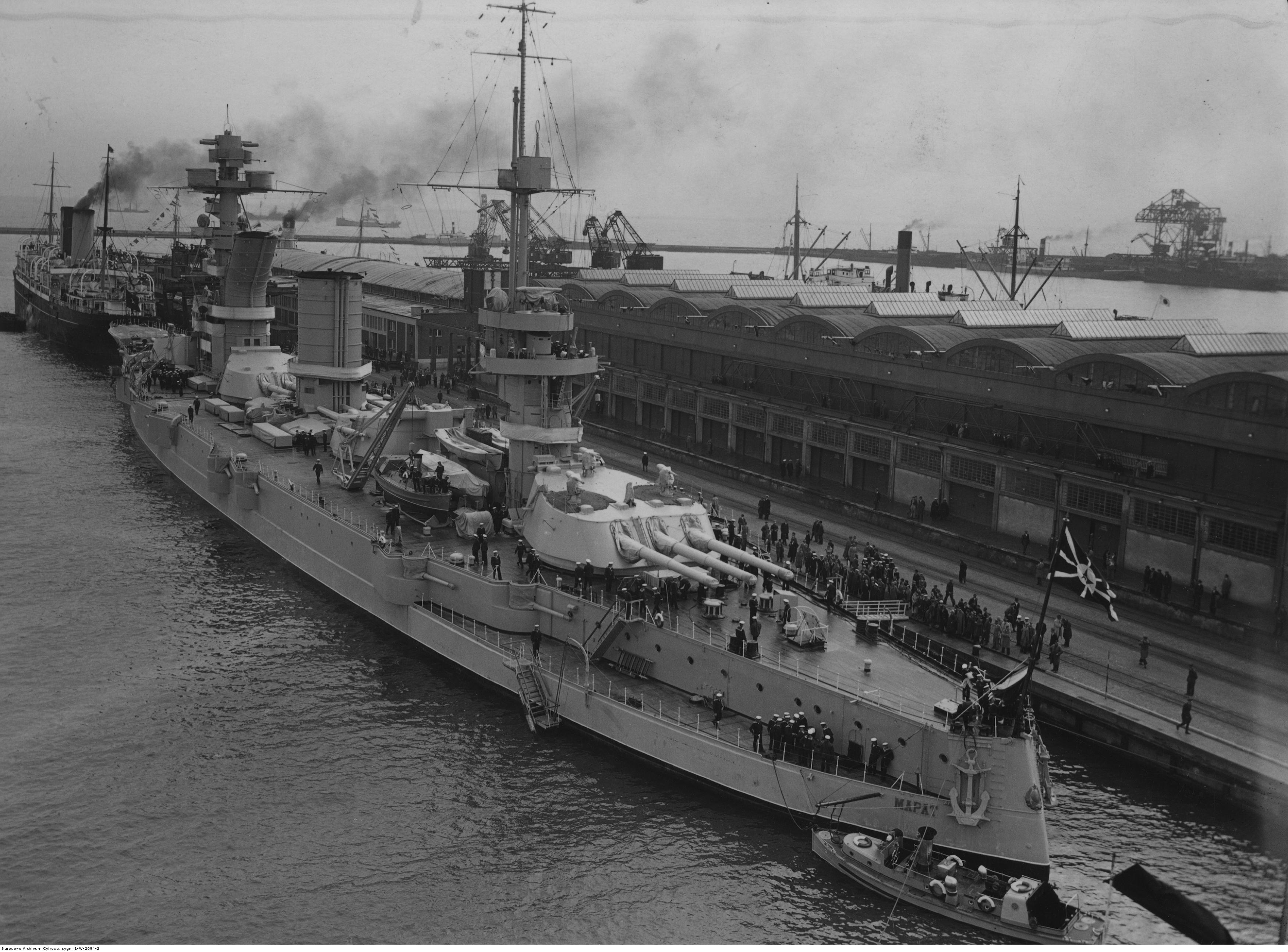
1934年に撮影されたソ連海軍時代の「マラート」
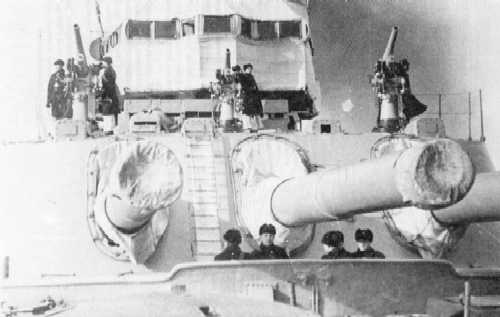
本艦の305 mm3連装砲塔MK-3-12(撮影:1925年頃)
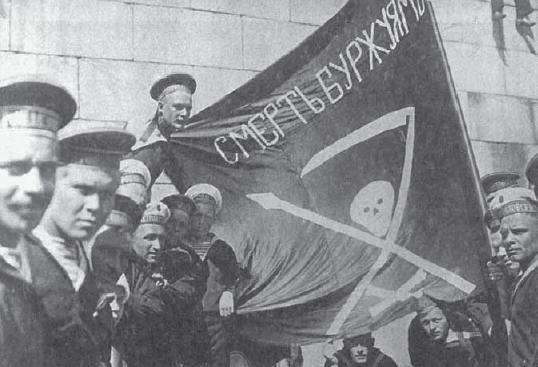
1917年夏の「ペトロパヴロフスク」水兵（ヘルシンキ）
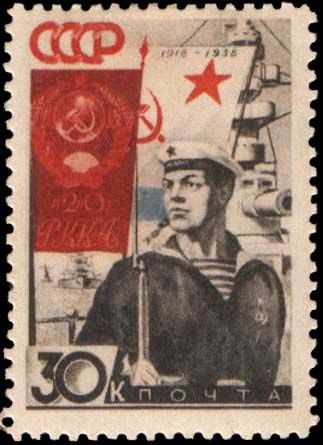
1938年ソ連郵便・赤軍20周年記念30コペイカ切手
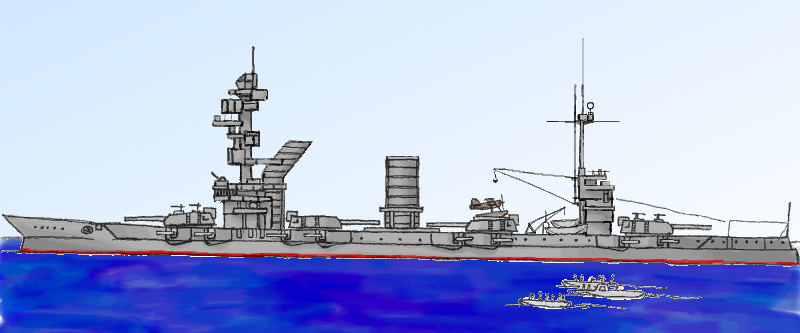
「マラート」左舷正面図
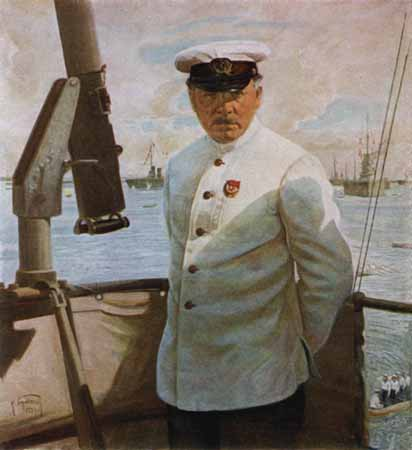
1929マラート艦上のクリメント・ヴォロシーロフ元帥
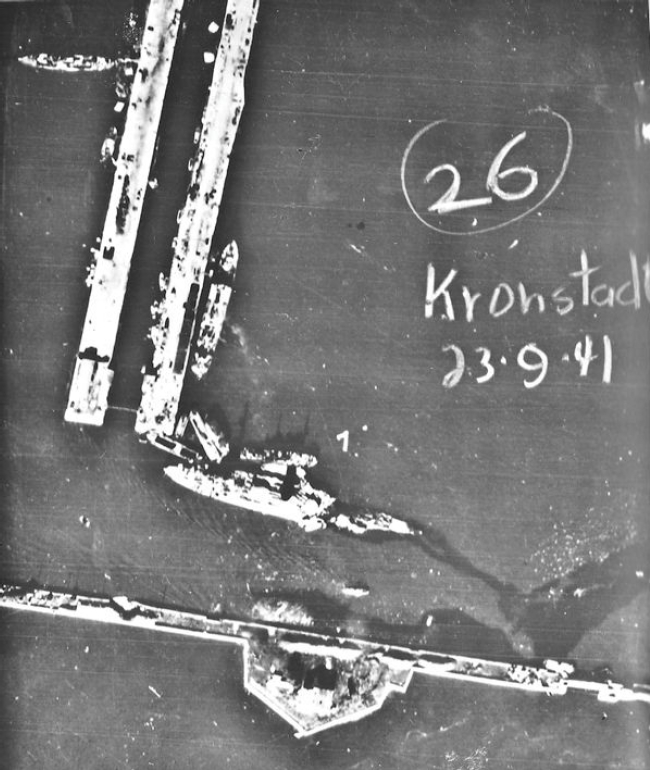
1941年9月23日大破着底した「マラート」、第2砲塔より前が切断されているのが確認できる
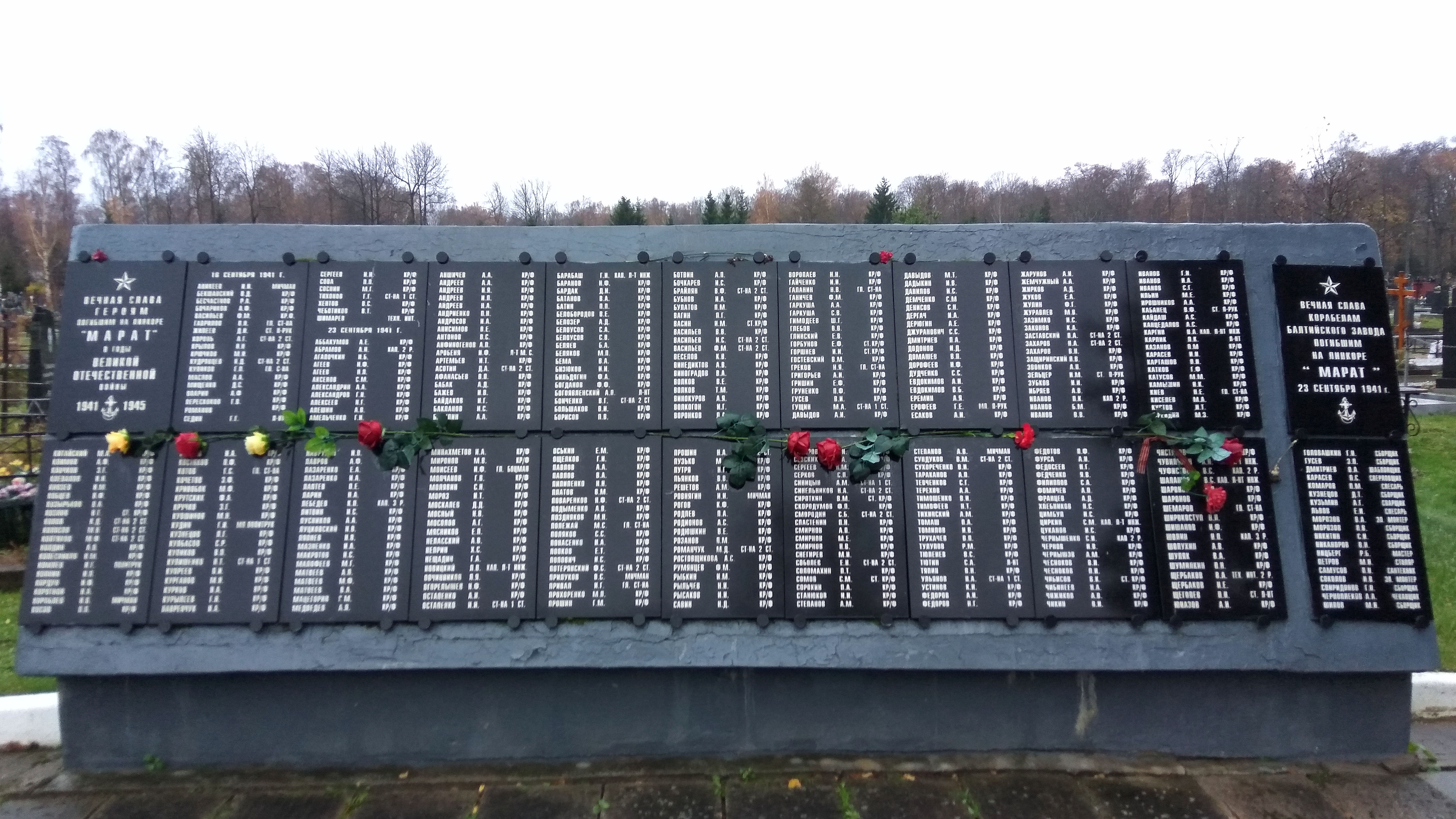
クロンシュタット市の記念碑、戦艦「マラート」の大祖国戦争での戦死者名簿
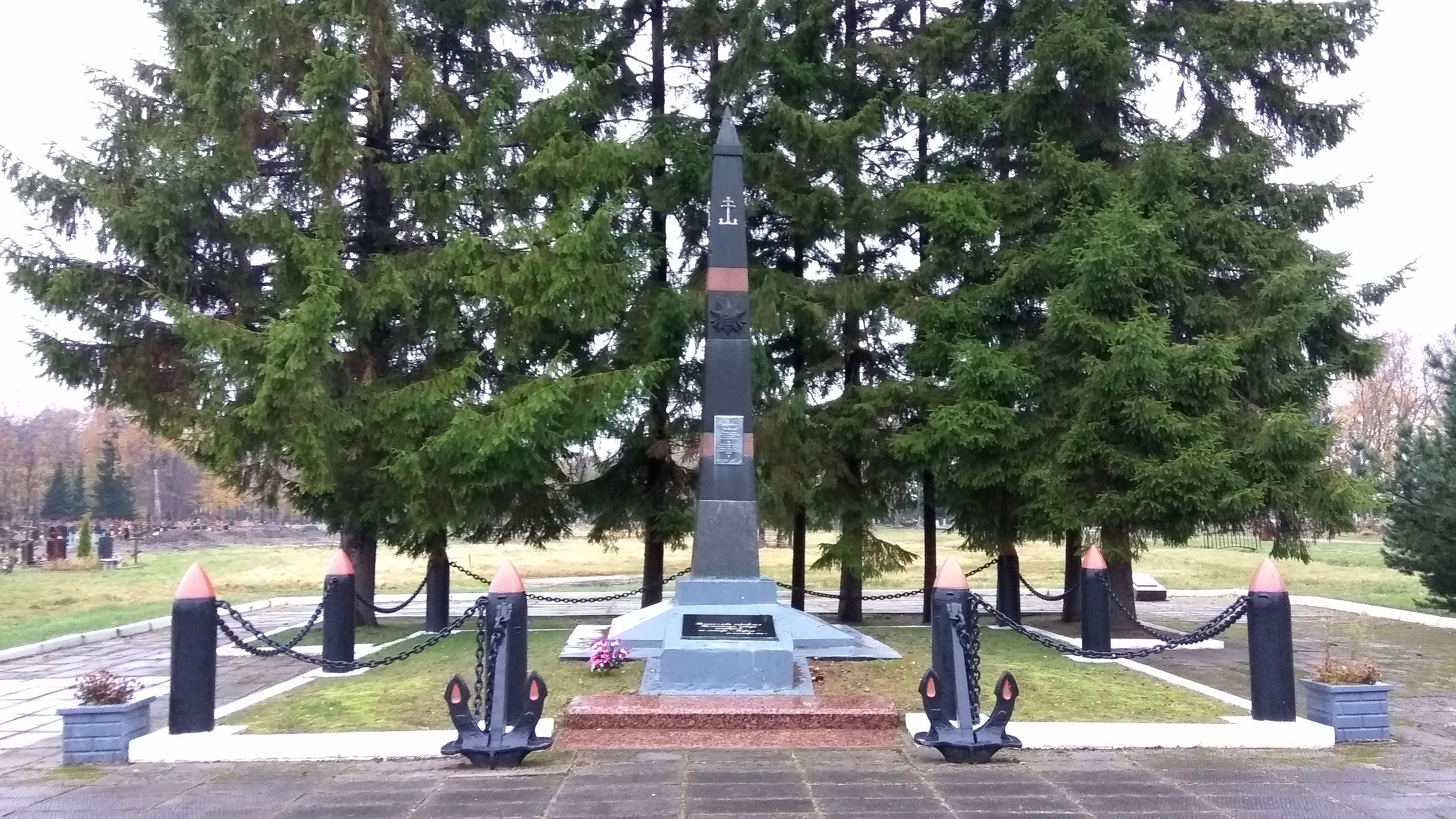
1948年、ウズベキスタンの人々の資金で建てられた記念碑

### 注
1. 1 2 3  (二)ソヴエートの主力艦及び補助艦艇[3]　ソ聯邦の主力艦は、「マラー」、「パリスカヤ・コンミユナ」、「十月革命」、「ミカエル・フランセ」の四隻で、何れも二萬三千噸級、備砲一二吋砲一二門、速力二三浬である。この四隻の弩級艦は、歐洲大戰時、名将エツセン提督の麾下にあつて、帝政ロシアの誇りと呼ばれてゐた戰艦ポルタヴァ級の成れの果である。日英米の主力艦からすると舊式で、問題にならない。また、果して實際の武力を備へてゐるのかどうか疑問である。
「アレキシエフ将軍號」といふ二萬二千六百噸の戰艦もあるが、よほど前に、フランスに差押へを食つてゐたが、その後どうなつたのやら分らない。また「デモクラチア」という二萬七千三百噸の戰艦を黒海で建造中であつたが、既に完成したものと思ふ。(以下略)
2. ↑  同名の艦船には、日露戦争の旅順包囲戦で沈んだペトロパヴロフスク級戦艦「ペトロパヴロフスク」、アドミラル・ヒッパー級重巡洋艦「リュッツオウ」の後身である「ペトロパヴロフスク」（1940年11月2日にドイツから購入、1944年9月1日まで）、ラーザリ・カガノーヴィチのクーデーター未遂と失脚にともないマクシム・ゴーリキー級巡洋艦「ラーザリ・カガノーヴィチ」から改名した「ペトロパヴロフスク」（1957年8月改名）、ビェールクト型巡洋艦ペトロパヴロフスク（英語版、ロシア語版）」（1976年12月29日から1994年5月まで）がある。
3. ↑  戰艦マラー(一九一四年一月竣工)正規排水量二三三七〇噸、速力二三、パリ スカィヤ・コィミュナ、オクトペスカ・ヤヰレヴェルチアと同型。當艦の型は孰れも故ヴィットリオ・クニベルチ元帥の原案に依つたものであるが、後に海軍省は此の企劃を變更し、國民の意圖する所に從つて艦首を碎氷式に改め細部にも特殊の装備を加へるに至つた。但し換氣通風の點で甚しく非衛生的だと云はれてゐる。同型たりしミハエル・フランゼは一九三三年に棄却された[6]。
4. ↑  「マラート」に爆弾を命中させたJu87を操縦していたのは、ハンス・ウルリッヒ・ルーデル中尉（当時）であった[7]。
5. ↑  北欧諸国の主力艦は海防戦艦であり、ドイツ共和国海軍（1935年3月の再軍備宣言によりドイツ海軍 (Kriegsmarine) と改称）もヴェルサイユ条約軍備条項の制限に苦しめられてドイッチュラント級装甲艦[13]（通称「ポケット戦艦」）を建造するのが限度だった[14]。
6. ↑  1943年に旧名の「ペトロパヴロフスク」戻されている[11]。
7. ↑  列國艦艇一覧表(昭和十一年十二月三十一日調)[15]〔 國別：ソ連｜艦名：パリシスカヤ・コンムーナ／オクチャブリスカヤ・レヴォリューツィヤ／マラート／ミハイル・フルンゼ｜排水量：二三,三七〇 (4隻同数値)｜速力：二三.〇  (4隻同数値)｜備砲　主砲：三〇 ― 一二／副砲：一二 ― 一六｜魚雷發射管(糎)數：四五 ― 四｜竣工年月(西暦)：一五・―／一四・―／ 〃 ／一五・― 〕
8. ↑  ○La gran Revista Naval de 1937 por la Coronacion de Jorge VI記念観艦式の説明のあるページ。参加艦艇の写真がある。
9. ↑  一部の二次資料では、9月16日にスツーカ30機が500kg爆弾で攻撃し、「マラート」に命中弾1発を与えたとする[5]。
10. ↑  「マラート」がルーデルによって大破した日時を、9月21日とする二次資料がある[23]。